# Татинг
Татинг (нем. Tating) — община в Германии, в земле Шлезвиг-Гольштейн.
Входит в состав района Северная Фризия. Подчиняется управлению Айдерштедт. Население составляет 963 человека (на 31 декабря 2010 года). Занимает площадь 29,49 км².
Официальным языком в населённом пункте, помимо немецкого, является севернофризский.

## Фотографии

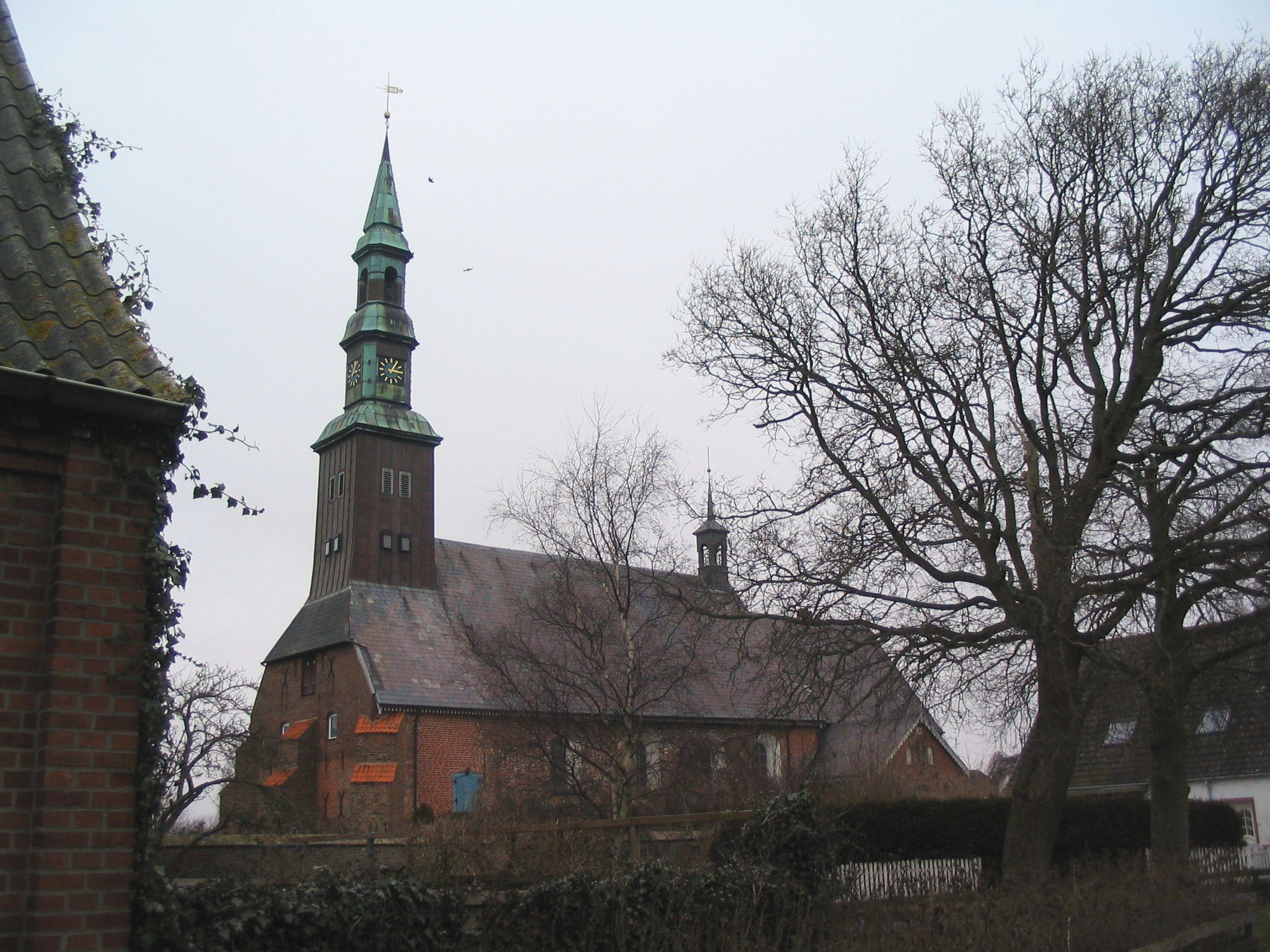
Церковь
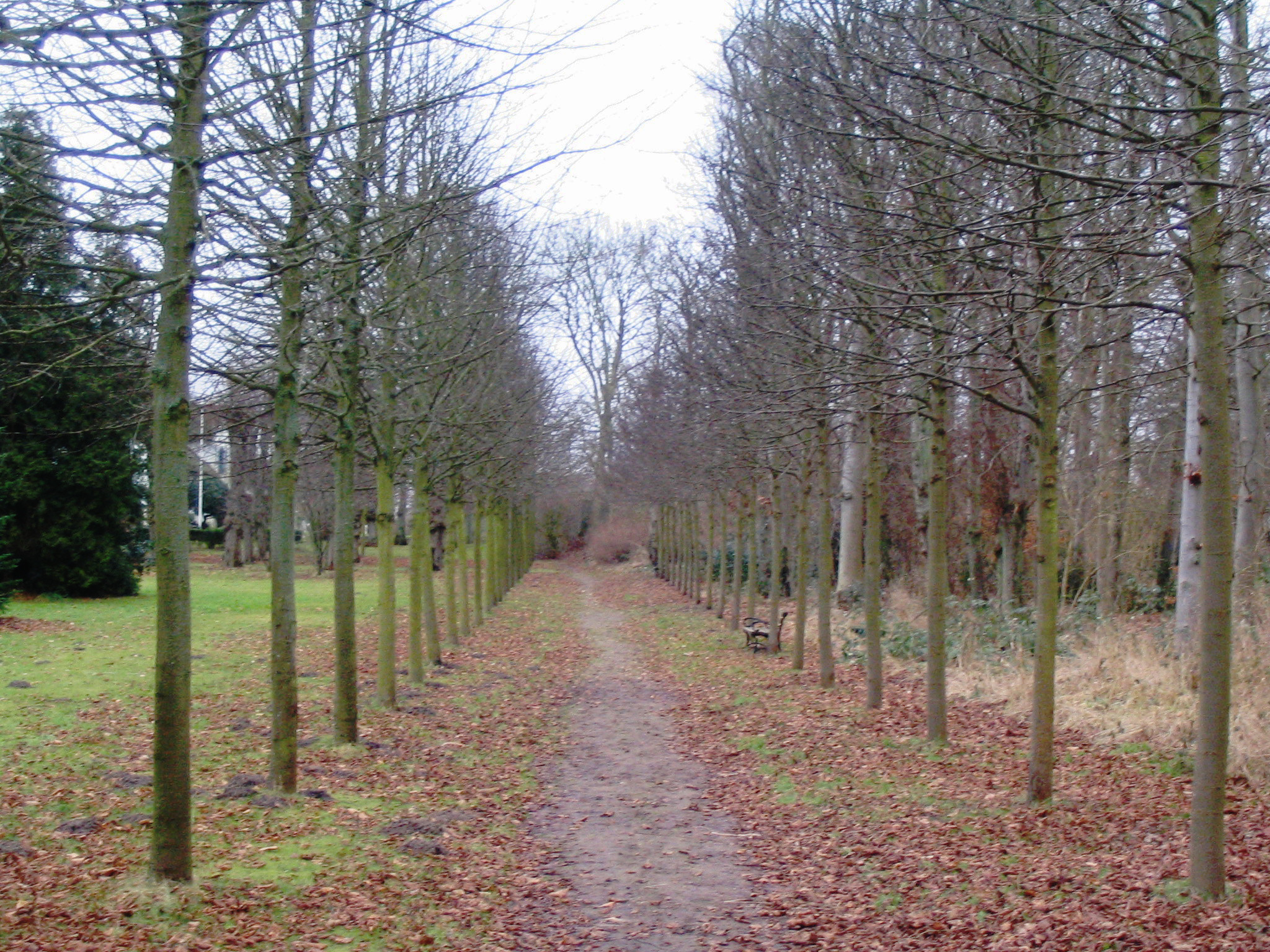
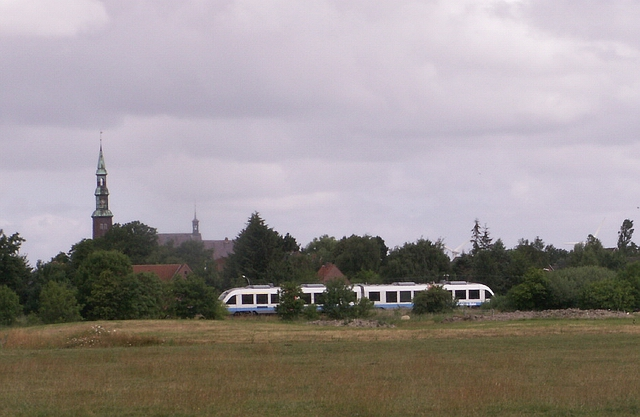
Церковь